# Ezüstfülű mézevő
Az ezüstfülű mézevő (Lichmera argentauris) a madarak osztályának verébalakúak (Passeriformes) rendjébe és a mézevőfélék (Meliphagidae) családjába tartozó faj.
A magyar név forrással nincs megerősítve.

## Előfordulása
Indonézia területén honos. A természetes élőhelye szubtrópusi vagy trópusi erősen leromlott egykori erdők, szubtrópusi vagy trópusi síkvidéki nedves cserjések, ültetvények és kertek. Nem vonuló.